# Antsiranana (stad)
Antsiranana, tot 1975 Diégo-Suarez genaamd, is de hoofdstad van de regio Diana in het uiterste noorden van het eiland Madagaskar. Het district Antsiranana I valt samen met de stad en voor de herindeling van de provincies naar regio's was Antsiranana de hoofdstad van de gelijknamige provincie. De stad telde 87.569 inwoners volgens de census van 2001.

## Naam
Antsiranana betekent 'haven' in het Malagassisch en de naam Diégo-Suarez komt van een Portugese ontdekkingsreiziger die de plaats in de 16e eeuw aandeed.

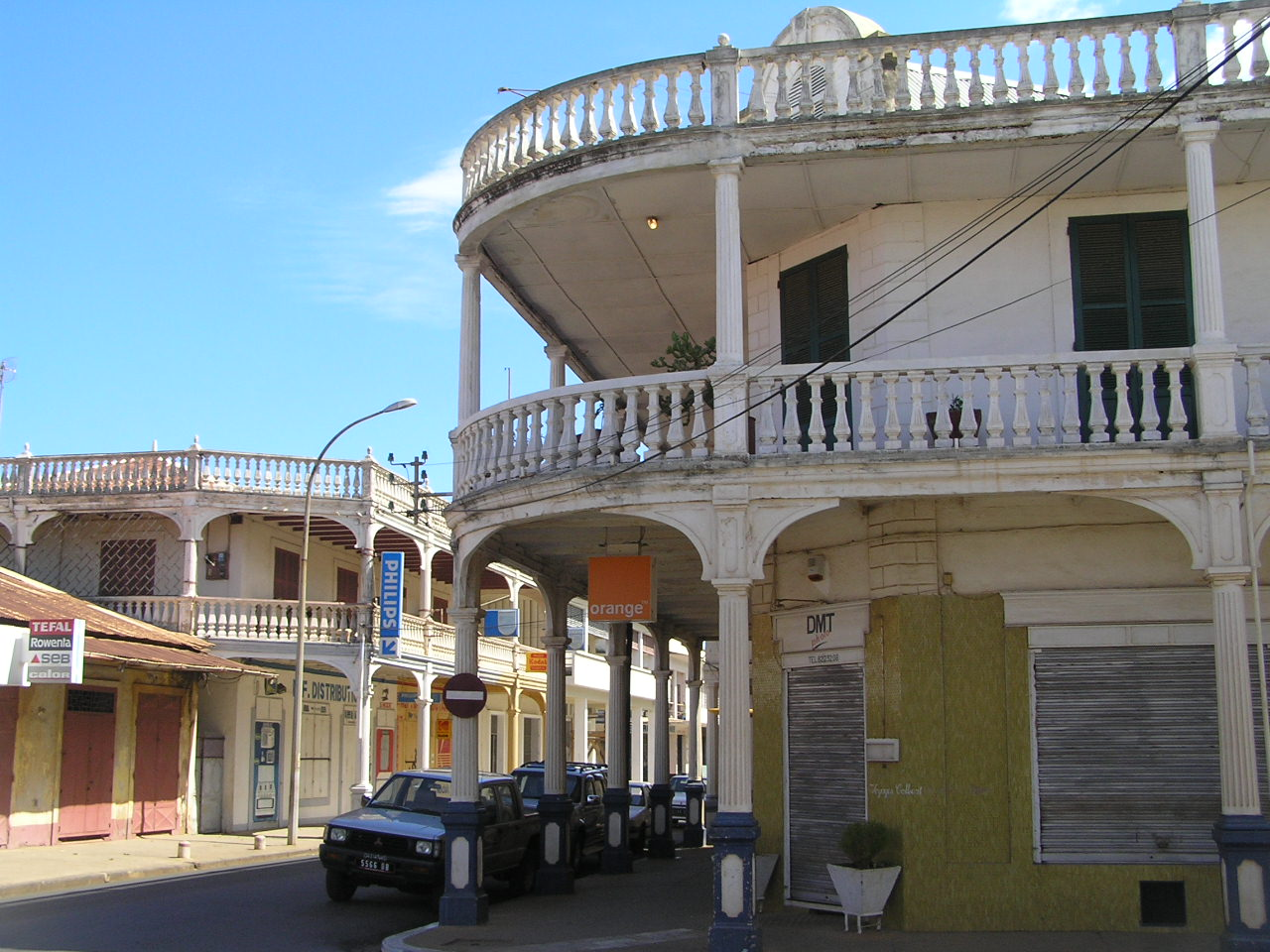
Straatbeeld in Antsiranana
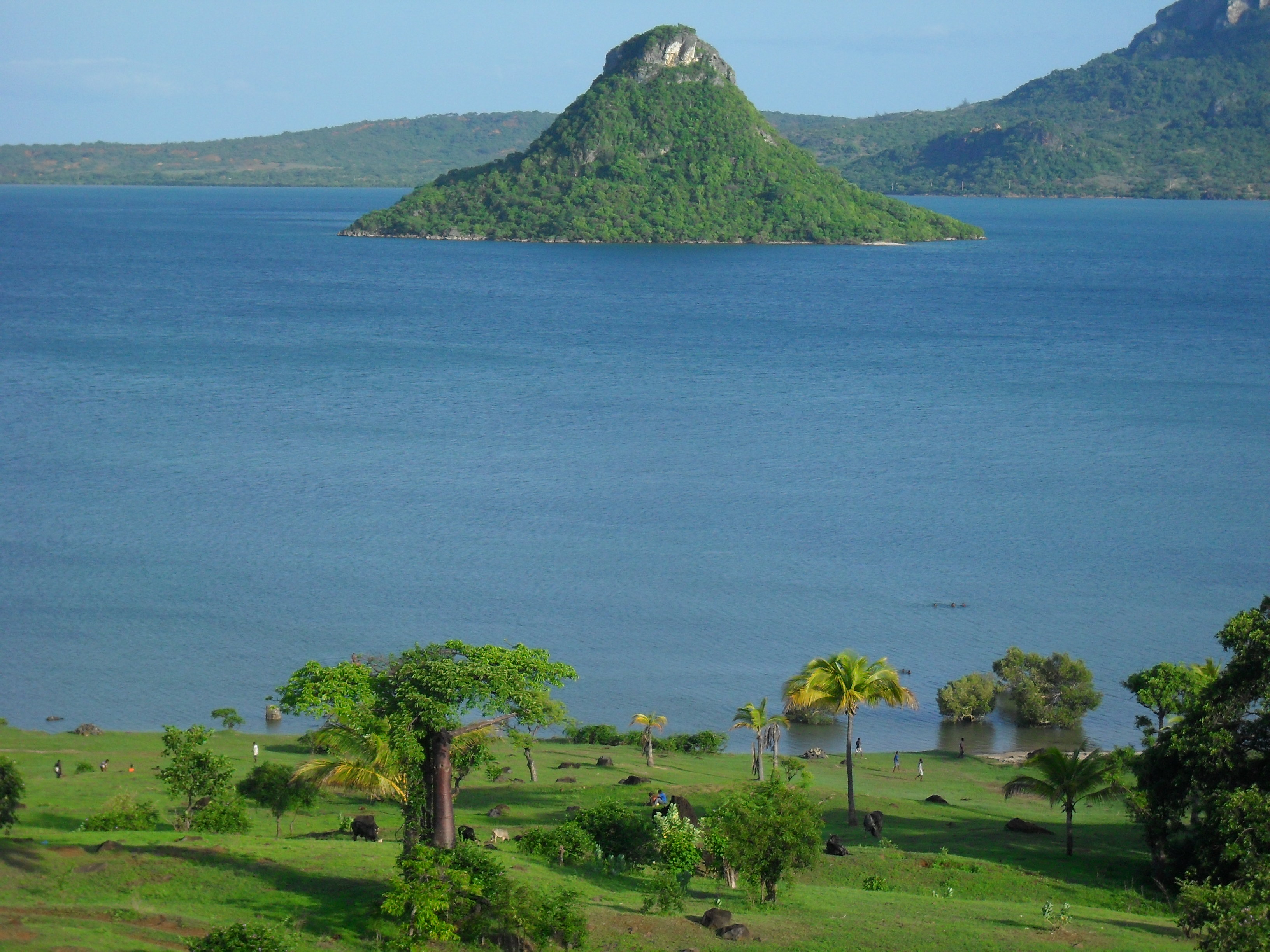
Het eiland Pain de Sucre

## Geografie

### Ligging
Antsiranana is gelegen op een kleine landtong aan de gelijknamige baai, die door een nauwe opening in het oosten verbonden is met de Indische Oceaan. Deze baai bestaat weer uit verschillende kleinere baaien en Antsiranana ligt tussen de Andovobazahabaai met het eilandje Pain de Sucre in het oosten en de Port de la Nièvre in het westen. De stad bevindt zich dicht bij Kaap Ambre, het noordelijkste punt van Madagaskar.

### Klimaat
Antsiranana heeft een tropisch savanneklimaat, een zogenaamd Aw-klimaat volgens Köppen. De gemiddelde minimum- en maximumtemperaturen op jaarbasis liggen tussen de 22 en 31 graden. Er valt per jaar meer dan 1000 mm neerslag, waarvan het merendeel in de periode december-maart.
| Maand                          | jan  | feb  | mrt  | apr  | mei  | jun  | jul  | aug  | sep  | okt  | nov  | dec  | Jaar  |
| ------------------------------ | ---- | ---- | ---- | ---- | ---- | ---- | ---- | ---- | ---- | ---- | ---- | ---- | ----- |
| Gemiddeld maximum (°C)         | 31,2 | 31,5 | 32,1 | 32,3 | 31,9 | 30,6 | 29,6 | 29,3 | 29,7 | 30,5 | 31,5 | 32,1 | 31    |
| Gemiddeld minimum (°C)         | 24   | 23,9 | 24,3 | 24,1 | 23,3 | 21,9 | 21,1 | 21   | 21,4 | 22,4 | 23,6 | 24,1 | 22,9  |
|                                |      |      |      |      |      |      |      |      |      |      |      |      |       |
| Neerslag (mm)                  | 291  | 278  | 191  | 48   | 12   | 17   | 19   | 17   | 9    | 14   | 56   | 142  | 1.094 |
| Zonuren (uur/dag)              | 6    | 6,2  | 6,8  | 8,5  | 9,3  | 8,7  | 8,7  | 9,3  | 9,8  | 10,1 | 9,5  | 7,6  | 8,4   |
| Regendagen (dag)               | 16   | 15   | 12   | 6    | 4    | 3    | 4    | 4    | 2    | 3    | 5    | 10   | 84    |
| Relatieve luchtvochtigheid (%) | 79   | 92   | 81   | 76   | 70   | 68   | 66   | 66   | 66   | 65   | 71   | 76   | 72,9  |
| Bron: WetterKontor             |      |      |      |      |      |      |      |      |      |      |      |      |       |

## Infrastructuur

### Wegen
De stad is het noordelijke beginpunt van de N6, die over een afstand van ruim 700 kilometer zuidwaarts naar Ambondromamy loopt. Deze weg is ooit aangelegd als verharde weg, maar verkeert in zeer slechte staat. Het verbindt Antsiranana met een aantal steden in het noorden van Madagaskar, waaronder Ambilobe en Ambanja.

### Haven
De haven van Antsiranana is een populaire aanlegplaats voor cruiseschepen.

## Geboren
- Norbert Ratsirahonana (1938), president van Madagaskar (1996-1997)
- Arlette Ramaroson (1944), rechtsgeleerde.

- Gemeinsame Normdatei: 10181023-4
- Library of Congress Control Number: n87944161
- Nationale Bibliotheek van Israël: 987007564821405171
- Virtual International Authority File: 133791025
- WorldCat: E39PBJtCCTPB8BhQKKWMTywjYP